# So Close (Jon-McLaughlin-Lied)
So Close ist ein Lied aus dem Jahre 2007, das Alan Menken (Musik) und Stephen Schwartz (Text) für den Film Verwünscht schrieben. Gesungen wird es von Jon McLaughlin. In der deutschsprachigen Version hat das Lied den Titel So Nah und wird gesungen von Gil Ofarim.
So Close war für den Oscar in der Kategorie Bester Filmsong nominiert.

## Verwendung im Film
So Close wird auf dem Kostümball gespielt. Giselle und Robert tanzen dazu. Bald sind sie in der Mitte der Tanzfläche, die übrigen Paare sind aufgereiht am Rand und bilden so einen Rahmen um die beiden. Das Lied spiegelt das wider (“So far we are so close”, deutsch „So weit sind wir bereits ziemlich nah“). Doch dann kommt Nancy und übernimmt den Tanz. Giselle wird von Prince Edward von der Tanzfläche geleitet. Er bemerkt ihre Traurigkeit. Als er ihren Umhang holt, beobachtet sie mit Tränen in den Augen, wie sich Nancy und Robert küssen (So close and still so far bzw. So nah und doch so fern).

## Coverversionen
John Barrowman coverte das Lied mit Jodie Prenger auf seinem Album John Barrowman. Daniel Boys coverte es auf seinem Album So Close.